# Infrafer
Infrafer acronyme de (l'Entreprise nationale de réalisation d'infrastructures ferroviaires), est une entreprise publique algérienne spécialisée dans la réalisation des infrastructures ferroviaires et de production d’agrégats.

## Histoire
Infrafer est créée lors de la restructuration de la Société Nationale des Transports Ferroviaires (SNTF) réalisée le 5 août 1986 par le décret N° 86/162. Elle devient autonome avec le statut d'entreprise publique économique le 11 mars 1991.
En mai 2024, la société devient filiale du Groupe public de construction ferroviaire (GCF).

## Activités
L’activité principale de l‘entreprise est la réalisation des grands travaux d’infrastructures ferroviaires et des études qui leur sont liées. 
Elle dispose d’un Bureau d’Études pour les études liées au génie civil (terrassement, dalots, etc.) et celles liées au ferroviaire (faisceaux de gares, etc.). 
Elle réalise des travaux ferroviaires tels que la pose de voies nouvelles, renouvellement et modernisation de voies ferrées, grosse maintenance de voies ferrées et réalisation d’embranchements particuliers; des travaux génie civil comme la réalisation de structures d'assises et plates-formes, de drainage et assainissement, d'ouvrages d'arts, de gares et autres infrastructures d'accompagnement. 
Elle produit également les éléments préfabriqués, comme les traverses en béton armé nécessaires aux travaux de pose et de renouvellement de voie et d'autres éléments comme les murettes garde-ballast et les murs de quai.
Elle s'occupe également de la maintenance et de la rénovation des engins voie et génie civil.